# Resolució 2365 del Consell de Seguretat de les Nacions Unides
La Resolució 2365 del Consell de Seguretat de les Nacions Unides fou adoptada per unanimitat el 30 de juny de 2017. El Consell va demanar als Estats membres que ajudessin a netejar les mines i explosius que quedaven després de les guerres i que amenaçaven als civils.
La seva supressió ja estava inclosa en els mandats de les operacions de manteniment de la pau, però aquesta resolució va ser la primera dedicada específicament al tema. Molts països ho van considerar un pas important, i també van demanar universalització del Tractat d'Ottawa de 1997 pel que fa a la prohibició de les mines antipersona. 35 països encara no havien ratificat aquest tractat, inclosos els Estats Units d'Amèrica, Rússia i Xina. Itàlia també va proposar netejar les mines i explosius sense explotar després d'un conflicte.

## Contingut
Les mines terrestres i explosius residuals que quedaven després d'una guerra plantegen una greu amenaça per als ciutadans, els refugiats que tornaven, la policia, les forces de pau, treballadors humanitaris, l'economia i el desenvolupament dels països en qüestió, i que obstaculitzava l'ajuda humanitària. La responsabilitat de censar-es i netejar-les era dels països, amb la coordinació i el suport del Servei d'Acció de Mines de les Nacions Unides (UNMAS).
Es va demanar a totes les parts en els conflictes armats que aturessin l'ús indiscriminat d'explosius, ja que això és contrari al dret internacional humanitari, i en protegissin la població. En planificar la presència de les operacions de pau i humanitàries s'ha de tenir en compte informar i entrenar els cascos blaus i enviar equips adequats.